# Telesp
Telesp - Telecomunicações de São Paulo S.A. fue el operador de telefonía del sistema Telebrás en el estado brasileño de São Paulo, sucesor de la Companhia Telefônica Brasileira (CTB), incorporando más tarde la Companhia de Telecomunicações do Estado de São Paulo (COTESP) y otras empresas. Permaneció activa desde mayo de 1973 hasta el proceso de privatización en julio de 1998, cuando fue adquirida por la empresa española Telefónica, formando la Telefônica Brasil, que en 2012 adoptó la marca Vivo para sus operaciones de línea fija.